# Stigmat (botanică)

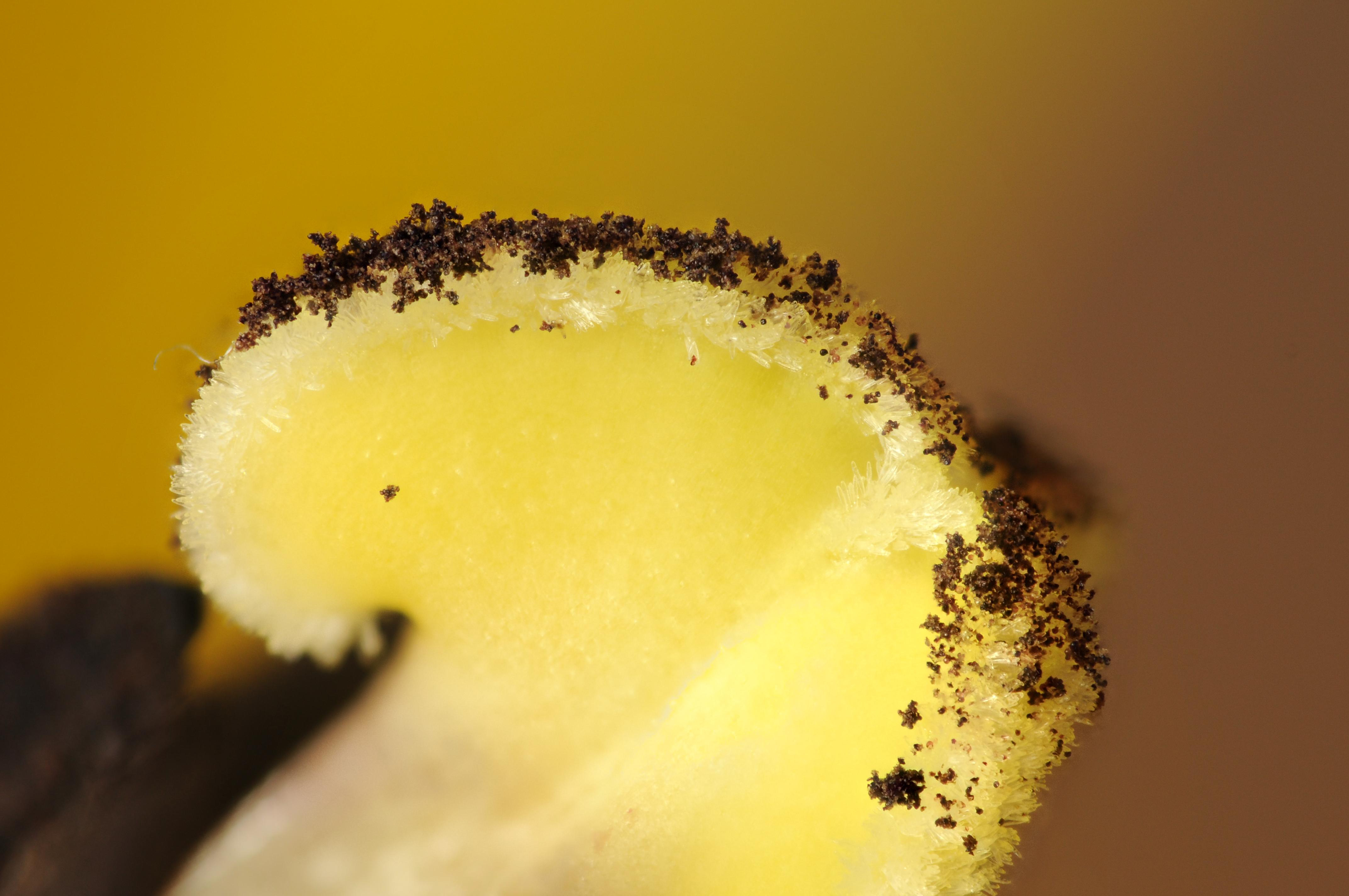
Stigmat cu grăuncioare de polen la specia Tulipa

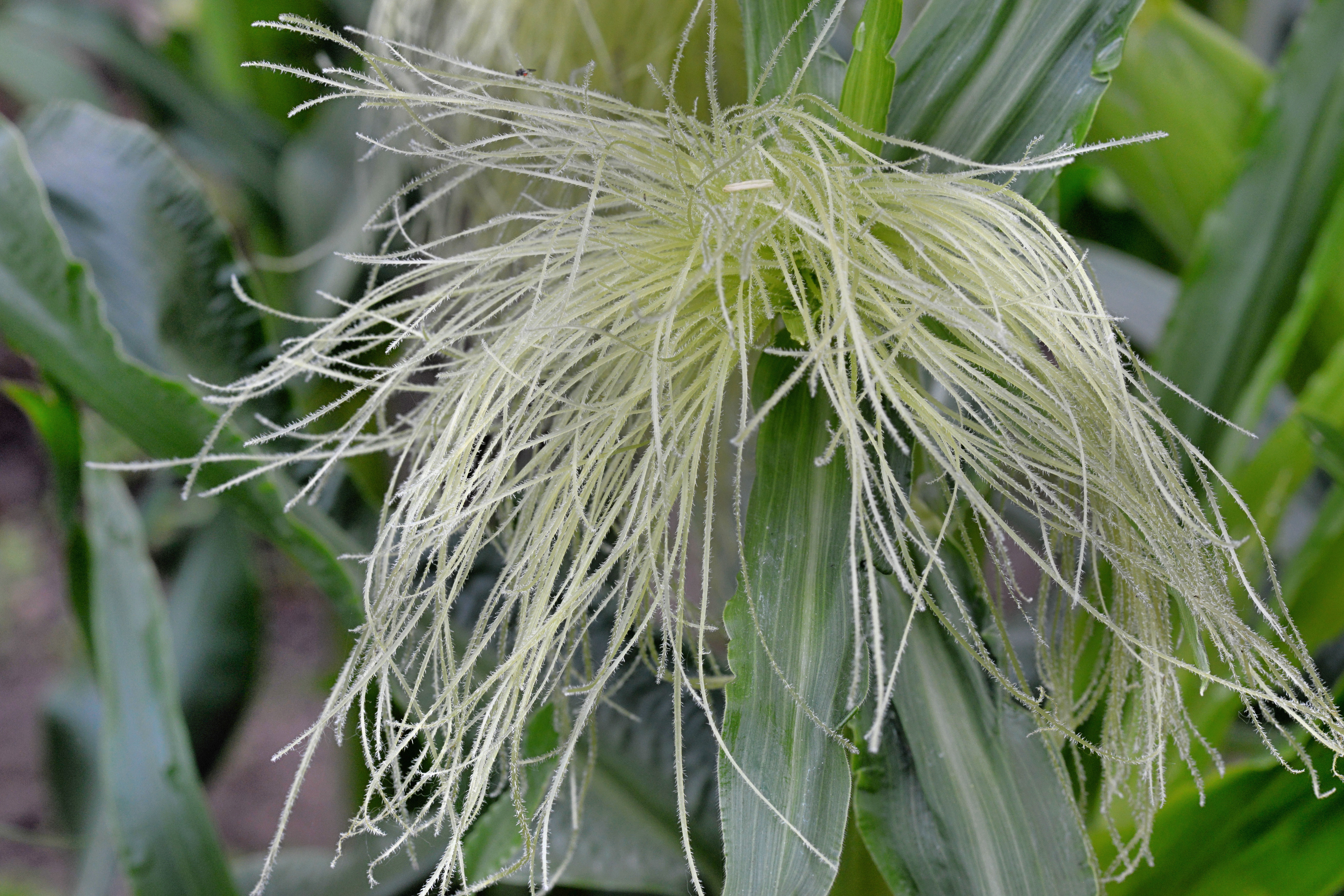
Stigmat la porumb (Zea mays). În limbajul cotidian este cunoscut ca mătase.

Stigmatul reprezintă partea superioară a pistilului unei flori, pe care se prinde și încolțește polenul. După fecundație, acesta se veștejește și se reduce. Termenul provine din latinescul stigma care înseamnă „semn”.

## Descriere
Împreună cu stilul și ovarul, stigmatul formează pistilul care, la rândul său, face parte din gineceu sau organul reproductiv femeiesc al unei plante. Stigmatul formează porțiunea distală a stilului. Acesta se compune din papile stigmatice, celulele care prind polenul. De obicei, papilele sunt prezente în vârful stilului, însă, la florile anemofile, acestea pot acoperi o suprafață mai mare.
Stigmatul este responsabil de prinderea grăuncioarelor de polen. Adesea lipicios, stigmatul este adaptat în diverse moduri la prinderea și captarea polenului cu ajutorul unor firișoare, capcane sau cavități. Polenul poate fi captat din aer (anemofilie), cu ajutorul insectelor (entomofilie) sau, mai rar, din apă (hidrofilie). Aspectul unui stigmat poate varia de la lung și subțire la globos și peniform.
Polenul este de obicei foarte deshidratat atunci când părăsește o anteră. S-a demonstrat că stigmatul ajută la rehidratarea polenului și favorizează germinarea tubului polinic. Stigmatul asigură, de asemenea, o adeziune adecvată a diferitelor specii de polen. Stigmatul poate juca un rol activ în diferențierea polenului și unele reacții de autoincompatibilitate care resping polenul de la aceleași plante sau plante asemănătoare genetic.

## Formă
Stigmatul este deseori împărțit în lobi (de exemplu, trifid). Formele stigmatului pot varia considerabil:
|                                                                                     |  |  |  |  |  |  |
| nediferențiat · trunchiat · filiform · capitat · garotat · conic · lobat            |  |  |  |  |  |  |
|                                                                                     |  |  |  |  |  |  |
| discoid · cu tricomi · peniform · în perie · flabelat · petaloid · în formă de cioc |  |  |  |  |  |  |